# Dominik Bartmann

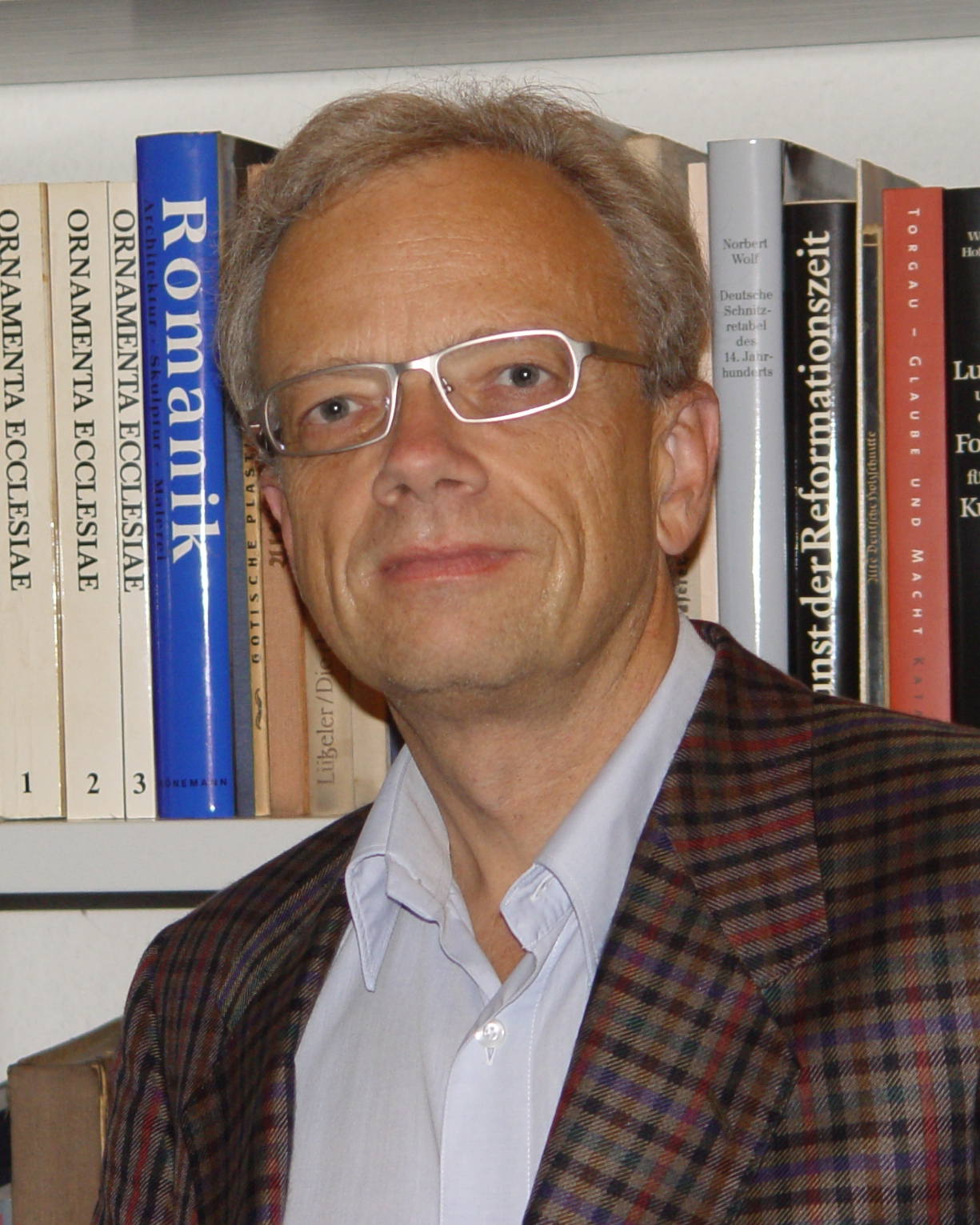
Dominik Bartmann

Dominik Bartmann (* 19. September 1953 in Berlin) ist ein deutscher Kunsthistoriker und Kurator.

## Leben
Dominik Bartmann wuchs in Berlin als zweiter Sohn des Labormediziners Karl Bartmann und seiner Frau Gisela, geb. Zunkel, auf. Er studierte Kunstgeschichte, Geschichte und Germanistik an der Freien Universität Berlin und wurde dort 1983 mit der Arbeit Anton von Werner und seine Stellung in der wilhelminischen Kunstpolitik promoviert. Danach arbeitete er bei den Staatlichen Museen Preußischer Kulturbesitz. 1984 wurde er Leiter der Graphischen Sammlung und 1992 kommissarischer Direktor des Berlin Museums. Nach dessen Aufgehen in die Stiftung Stadtmuseum Berlin wurde er 1995 Abteilungsdirektor „Bildende Kunst“ und 2007 Abteilungsdirektor „Ausstellungen“.
Er ist Vorsitzender des Kuratoriums der „Museumsstiftung Dr. Otto und Ilse Augustin“ und der „Carl-Heinz-und-Helga-Kliemann-Stiftung“. Er ist Mitglied des Beirats der „Stiftung Berlinische Galerie“, des Kuratoriums der „Jeanne-Mammen-Stiftung“, des Vorstandes der „Hans-Meid-Stiftung“ und der „Ilse-Augustin-Stiftung zur Förderung bildender Künstler“.

## Ausstellungsprojekte (Auswahl)
- Berliner Zeichenkunst von Chodowiecki bis Liebermann (1990)
- Anton von Werner – Geschichte in Bildern (1993)
- Jakob Steinhardt – Der Prophet (1995)
- Berliner Malerei von Blechen bis Hofer (1995)
- Berliner Kunstfrühling, Malerei, Graphik und Plastik der Moderne (1997/98)
- Marianne Breslauer, Photographien 1927–1936 (2000)
- Jakob Steinhardt, Zeichnungen (2000)
- Max und Erwin Fabian, Berlin – London – Melbourne (2001)
- Eduard Gaertner 1801–1877. Stiftung Stadtmuseum, Berlin 2001, ISBN 3-87584-070-4.
- Maler der Liebe, Kurt Mühlenhaupt zum 80. Geburtstag (2001)
- Rolf Lindemann (2001)
- Raffael Rheinsberg – Helden (2002)
- Renate Anger, Tagewerke (2003)
- Birgit Dieker, Blutsbande (2003)
- Magnus Zeller, Entrückung und Aufruhr (2003)
- Jens Lorenzen, REAL (2004)
- Rita Preuss, Die Dinge des Lebens (2004)
- Der Maler in der Landschaft. C.-H. Kliemann zum 80. Geburtstag (2004)
- Yehudith Bach, Malerei und Graphik (2005)
- Von Liebermann zu Pechstein – Kunst der Berliner Secession (2005)
- Wolfgang Peuker 1945–2001 (2005)
- Nächtlicher Tag, Wilhelm Kohlhoff 1893–1971 (2005)
- Biedermanns Abendgemütlichkeit – Berlin von Innen 1815–1848 (2007)
- Hans Meid 1883–1957. Welt und Gegenwelt (2008)
- Berlin im Licht (2008)
- Tanz auf dem Vulkan. Das Berlin der Zwanziger Jahre im Spiegel der Künste (2015)[1]
- Anton von Werner. Sammlung Ketels (2024/25)

## Schriften (Auswahl)
- August Macke, Kunsthandwerk. Glasbilder, Stickereien, Keramike, Holzarbeiten und Entwürfe, Berlin 1979, ISBN 3-548-36067-X
- Helmuth Macke, Recklinghausen 1989, ISBN 3-7647-0330-X
- Berlin Museum. Von Chodowiecki bis Liebermann. Katalog der Zeichnungen, Aquarelle, Pastelle und Gouachen des 18. und 19. Jh. (mit Gert-Dieter Ulferts), Berlin 1990, ISBN 3-7861-1615-6
- Anton von Werner. Zur Kunst und Kunstpolitik im Deutschen Kaiserreich, Berlin 1985, ISBN 3-87157-108-3
- Anton von Werner. Geschichte in Bildern, München 1993, ISBN 3-7774-6140-7
- Jakob Steinhardt. Zeichnungen, Berlin 2000, ISBN 3-910029-26-4
- Eduard Gaertner 1801-1977, Berlin 2001, ISBN 3-87584-070-4
- Magnus Zeller, Entrückung und Aufruhr, Berlin 2002, ISBN 3-910029-33-7, ISBN 3-931768-67-8
- Der Maler in der Landschaft, Berlin 2004, ISBN 3-910029-35-3
- Stadtmuseum Berlin, Gemälde II. Verzeichnis des Bestandes vom Ende des 19. Jh. bis 1945, Berlin 2004, ISBN 3-910029-37-X
- Hans Meid 1883-1957. Welt und Gegenwelt, Berlin 2008, ISBN 978-3-940939-00-5
- Anton von Werner. Sammlung Ketels, Berlin 2024, ISBN 978-3-947717-08-8